# Star Wars: Unga Jedi på äventyr
Star Wars: Unga Jedi på äventyr (originaltitel: Star Wars: Young Jedi Adventures) är en amerikansk animerad TV-serie vars första säsong hade premiär den 4 maj 2023 på Disney+. En fortsättning av första säsongen hade premiär den 2 augusti 2023. Serien är skapad av Shellie Kvilvang, Lamont Magee och Michael Olson som också skrivit seriens manus.

## Handling
Serien kretsar kring en grupp unga Jediriddare och deras väg mot att lära sig hantera Kraften.

## Rollista (i urval)

### Engelska originalröster
- Jamaal Avery Jr. – Kai Brightstar
- Emma Berman – Nash Durango
- Juliet Donenfeld – Lys Solay
- Dee Bradley Baker – Nubs
- Jonathan Lipow – RJ-83
- Piotr Michael – Yoda
- Nasim Pedrad – Zia Zanna
- Trey Diaz Murphy – Taborr Val Dorn